# Francesco Cozza (Fußballspieler)
Francesco Cozza (* 19. Januar 1974 in Cariati, Kalabrien) ist ein ehemaliger italienischer Fußballspieler und heutiger -trainer.
Er spielte als zentraler Mittelfeldspieler. In der Saison 2015/16 war er als Trainer bei US Reggina 1914 tätig. Seit der Saison 2016/17 ist er Trainer der Mannschaft von Sicula Leonzio.